# Upplands runinskrifter 460
Upplands runinskrifter 460 är en vikingatida runsten av gråblå sten i Skråmsta, Haga socken och Sigtuna kommun. Stenen är cirka 3,2 meter hög, 1,25 meter bred och 0,45 meter tjock. Runraden har formen av en praktfull drakslinga och är cirka 8 centimeter hög. Stenen är välbevarad och står i ett gravfält där även U 459 finns.

## Inskriften
Translitterering av runraden:
× inkifastr × lit × raisa × stain × eftiʀ × olif × faþur sin × auk ayþr × eftiʀ × bonta × sin
Normalisering till runsvenska:
Ingifastr let ræisa stæin æftiʀ Olæif, faður sinn, ok Øyðr æftiʀ bonda sinn.
Översättning till nusvenska:
Ingefast lät resa stenen efter Olev, sin fader, och Öd efter sin man.